# Cosaques enregistrés de Pologne-Lituanie
Ne doit pas être confondu avec Cosaques enregistrés de la fédération de Russie.
Les cosaques enregistrés sont des unités militaires composées de Cosaques zaporogues, qui, une fois inscrits sur des registres, servirent la République des Deux Nations — et plus tard, également, la Russie. Le premier registre cosaque fut établi en 1572.

## Histoire et organisation

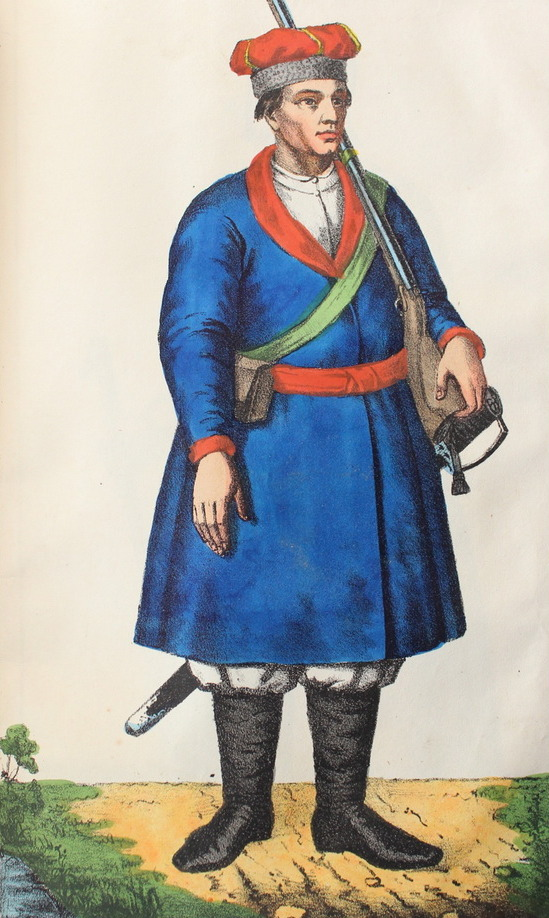
Un cosaque enregistré en uniforme.

Le premier registre cosaque comptait environ 400 noms ; ce nombre évolue cependant très vite avec les troubles et les rébellions qui secouent la région du Dniepr, et, en 1590, il y avait déjà environ un millier de cosaques enregistrés. En 1637, les Cosaques obtinrent de faire monter le registre à 8 000 hommes, ainsi que des privilèges importants. En 1638, après la défaite du soulèvement de Pavliouk (en), ce nombre fut réduit à 6 000, et l'autonomie des Cosaques fut limitée.
Les cosaques enregistrés formaient une élite parmi les cosaques, servant dans l'armée sous les ordres d'officiers (starshyna), de colonels (polkovnyk) et de généraux (hetman), sous le commandement du Grand Hetman de la Couronne (le plus haut commandant militaire de la République des Deux Nations). Une minorité substantielle de cosaques formaient des unités de cavalerie légère ; c'étaient d'excellents tirailleurs entraînés au tir à l'arc monté (et plus tard, à l'utilisation d'armes à feu), effectuant des raids éclair, harcelant des formations plus lourdes et plus lentes et se désengageant tout aussi rapidement. Ces unités étaient souvent utilisées comme soutien à la cavalerie lourde d'élite polono-lituanienne, celle des hussards ailés, et étaient beaucoup moins chères à former qu'une unité de hussards. Les principales unités cosaques étaient cependant l'infanterie, connue pour sa formation en tabor.
Les cosaques enregistrés bénéficiaient de nombreux privilèges, notamment la liberté personnelle, l'exemption de nombreux impôts et taxes, et le droit de recevoir des salaires (bien que les problèmes fiscaux de l'armée polono-lituanienne aient entraîné des retards de paiement), souvent versés sous forme d'articles comme des vêtements ou des armes au lieu de pièces de monnaie.
De nombreux cosaques étaient des guerriers talentueux et leur principale source de revenus provenait des raids contre les voisins méridionaux de la République : l'Empire ottoman et ses vassaux. Cependant, seul un petit nombre d'entre eux étaient réellement des « cosaques enregistrés » ; le nombre exact allait de quelques centaines à quelques milliers et variait au fil du temps, augmentant généralement en temps de guerre.
Le trop petit nombre de cosaques enregistrés fut l'une des raisons du déclenchement de l'insurrection de Khmelnytsky en 1648. Selon l'accord de Zboriv d'août 1649, le roi Jean II Casimir Vasa reconnut le titre d'hetman à Khmelnytsky et élargit le registre des cosaques à 40 000, tandis qu'après la bataille de Berestechko en 1651, à la suite de l'accord de Bila Tserkva, le nombre de cosaques enregistrés fut réduit à 20 000.